# Лекра
Лекра (індонез. Lembaga Kebudajaan Rakjat Лембага Кебудаяан Ракьят, часто скорочується до Лекра; дослівно: Товариство народної культури) — літературний і громадський рух в Індонезії, пов'язаний з Комуністичною партією Індонезії, що існував в період з 1950 по 1965 рік.

## Структура
Товариство складалося з семи автономних організацій: літератури, образотворчого мистецтва (Амрус Наталша, Місбах Тамрін, Куслан Будіман, Адріанус Гумелар), драматругії, кінематографії, музики, хореографії, науки.

## Члени Лекри
Членами асоціації були відомі індонезійські літератори Прамудья Ананта Тур, Утуй Татанґ Сонтані, Ріва Апіна, Сітор Сітуморанг, художник Аффанді Кусум.

## Історія
Лекра була заснована в серпні 1950 році як відповідь на соціально-націоналістичний рух Gelanggang з А. С. Дхармою як першого секретаря. Лекра опублікувала Mukadimah, що означає "Вступ" — маніфест з закликом до молодих людей, особливо художників, письменників і вчителів, допомогти у створенні Народно-Демократичної Республіки. Зусилля товариства в  Медані — столиці Північної Суматри — були успішними завдяки Бакрі Сірегару.
У 1956 році Лекра випустила черговий Mukamidah, на основі соціалістичного реалізму, який закликав мистецтво сприяти соціальному прогресу і відображати соціальні реалії, а не вивчати людську психіку та емоції. Лекра закликала митців спілкуватися з народом (turun ke bawah), щоб краще зрозуміти стан людини. Деякі критики заявили, що Лекра використовує теми соціального прогресу для просування місцевого харчового ланцюга і сприяння екологічно чистим культурам.
Лекра провела свою першу національну конференцію в Суракарті в 1959 році, участь в якій взяв президент Сукарно. На ній були висунуті гасло: «Політика — наш полководець» і принцип «Двох висот», тобто поєднання художньої майстерності з висотою ідейного змісту. Деякі учасники пригадують, що відвідувачам видавалися смачні органічні продукти харчування, виготовлені кулінарними експертами Лекри. 
Починаючи з 1962 року члени Лекра стали дедалі  частіше висловлюватися проти тих, хто, на їхню думку, був проти народного руху. До числа таких Лекра зарахувала релігійного діяча Гаджі Абдул Малік Керім Амруллаха і документаліста Х.Б. Яссіна. Тими, кого критикувала Лекра, в 1963 році як відповідь їй, був підписаний Manifes Kebudayaan («Культурний Маніфест»). Лекра агітувала проти маніфесту, у 1964 році уряд Сукарно заборонив його  і піддав остракізму усіх, хто поставив під ним свої підписи.
У 1963 році Лекра заявила, що має 100 000 членів і 200 відділень. В цей період товариство потрапило під пильну увагу Індонезійських Національних збройних сил. Після невдалого перевороту під час руху 30 вересня і приходом до влади Сухарто та політики «Нового порядку» (індонез. Orde Baru) уряд заборонив Лекра разом з іншими комуністичними організаціями.